# Кутанс (кантон)
Кутанс (фр. Coutances) — кантон во Франции, находится в регионе Нормандия, департамент Манш. Входит в состав округа Кутанс.

## История
До 2015 года в состав кантона входили коммуны Брикевиль-ла-Блует, Камбернон, Курси, Кутанс, Никор, Сен-Пьер-де-Кутанс и Соссе.
В результате реформы 2015 года  состав кантона был изменен. В него были включены отдельные коммуны упраздненных кантонов Монмартен-сюр-Мер, Сен-Мало-де-ла-Ланд и Сен-Совёр-Ланделен.
С 1 января 2016 года состав кантона изменился: коммуны Моншатон и Орваль образовали новую коммуну Орваль-сюр-Сьен.
1 января 2019 года коммуна Актвиль вместе с коммунами Водримениль, Ла-Ронд-Э, Ле-Менильбю, Сен-Мишель-де-ла-Пьер, Сен-Совёр-Ланделен, Сент-Обен-дю-Перрон и Актвиль кантона Агон-Кутенвиль образовали новую коммуну Сен-Совёр-Виллаж, вошедшую в состав кантона Агон-Кутенвиль; коммуна Сервиньи вошла в состав коммуны Гувиль-сюр-Мер кантона Агон-Кутенвиль.

## Состав кантона с 1 января 2019 года
В состав кантона входят коммуны (население по данным Национального института статистики за 2018 г.):
- Бренвиль (213 чел.)
- Брикевиль-ла-Блует (548 чел.)
- Грато (661 чел.)
- Камбернон (699 чел.)
- Кампрон (409 чел.)
- Курси (593 чел.)
- Кутанс (8 454 чел.)
- Ла-Ванделе (472 чел.)
- Могтюшон (685 чел.)
- Никор (399 чел.)
- Орваль-сюр-Сьен (1 155 чел.)
- Реневиль-сюр-Мер (738 чел.)
- Сен-Пьер-де-Кутанс (410 чел.)
- Соссе (462 чел.)
- Турвиль-сюр-Сьен (781 чел.)
- Эгевиль-сюр-Сьен (526 чел.)

## Политика
На президентских выборах 2022 г. жители кантона отдали в 1-м туре Эмманюэлю Макрону 32,4 % голосов против 20,8 % у Марин Ле Пен и 20,0 % у Жана-Люка Меланшона; во 2-м туре в кантоне победил Макрон, получивший 64,1 % голосов. (2017 год. 1 тур: Эмманюэль Макрон – 26,9 %, Франсуа Фийон – 20,7 %, Жан-Люк Меланшон – 18,5 %, Марин Ле Пен – 18,1 %; 2 тур: Макрон – 72,0 %. 2012 год. 1 тур: Франсуа Олланд — 28,2 %, Николя Саркози — 26,4 %, Марин Ле Пен — 15,2 %; 2 тур: Олланд — 56,0 %).
С 2021 года кантон в Совете департамента Манш представляют мэр коммуны Сен-Пьер-де-Кутанс Грегори Гальбадон (Grégory Galbadon) (Вперёд, Республика!) и мэр коммуны Лангрон Соня Лабри (Sonia Larbi) (Разные центристы).
|                | Кандидаты                         | Партия                   | Первый тур | Первый тур     | Второй тур | Второй тур |
| Кол-во голосов | Кандидаты                         | Партия                   | % голосов  | Кол-во голосов | % голосов  |            |
| -------------- | --------------------------------- | ------------------------ | ---------- | -------------- | ---------- | ---------- |
|                | Грегори Гальбадон Соня Лабри      | Разные центристы         | 1 315      | 28,10          | 2 341      | 53,47      |
|                | Анна Арель Жоэль Дуайер           | Разные центристы         | 1 357      | 29,00          | 2 037      | 46,53      |
|                | Марин Лекутур Александр Травер    | Левый блок - Зелёные     | 1 178      | 25,18          |            |            |
|                | Янник Буден Корин Буржуа          | Национальное объединение | 645        | 13,78          |            |            |
|                | Стефан Лавалле Франсуаза Лангуару | Разные центристы         | 184        | 3,93           |            |            |

|                | Кандидаты                      | Партия             | Первый тур | Первый тур     | Второй тур | Второй тур |
| Кол-во голосов | Кандидаты                      | Партия             | % голосов  | Кол-во голосов | % голосов  |            |
| -------------- | ------------------------------ | ------------------ | ---------- | -------------- | ---------- | ---------- |
|                | Анна Арель Жан-Доминик Бурден  | Разные правые      | 2 642      | 40,99          | 3 463      | 58,69      |
|                | Мете Алин Грегори Гальбадон    | Разные левые       | 1 538      | 23,86          | 2 437      | 41,31      |
|                | Фабьян ле Гоф Жан-Франсуа Нури | Национальный фронт | 1 390      | 21,56          |            |            |
|                | Жиль Панье Шанталь Тамбур      | Левый фронт        | 876        | 13,59          |            |            |